# Магура (город, Бангладеш)
Магура (англ. Magura) — город в Бангладеш, административный центр одноимённого округа.

## Географическое положение
Высота центра города составляет 55 метров над уровнем моря.

## Демография
Население города по годам:
| 1991   | 1996   | 2001   | 2010    |
| ------ | ------ | ------ | ------- |
| 36 929 | 48 591 | 86 445 | 156 337 |